# IC 4133
IC 4133 ist eine elliptische Galaxie vom Hubble-Typ E0 im Sternbild Coma Berenices am Nordsternhimmel. Sie ist schätzungsweise 285 Millionen Lichtjahre von der Milchstraße entfernt und hat einen Durchmesser von etwa 25.000 Lj.

Im selben Himmelsareal befinden sich die Galaxien NGC 4931, NGC 4934, NGC 4943, NGC 4944.
Das Objekt wurde am 29. April 1891 von Guillaume Bigourdan  entdeckt.